# Claudia Strobl
Claudia Strobl, avstrijska alpska smučarka, * 4. november 1965, Zobrce, Avstrija.
Nastopila je na Olimpijskih igrah 1992, kjer je odstopila v slalomu. V svetovnem pokalu je tekmovala devet sezon med letoma 1986 in 1994 ter dosegla eno zmago in še pet uvrstitev na stopničke, vse v slalomu. V skupnem seštevku svetovnega pokala je bila najvišje na trinajstem mestu leta 1990, ko je bila tudi druga v slalomskem seštevku.